# NGC 3675
NGC 3675 (również PGC 35164 lub UGC 6439) – galaktyka spiralna (Sb), znajdująca się w gwiazdozbiorze Wielkiej Niedźwiedzicy. Odkrył ją William Herschel 14 stycznia 1788 roku.
W galaktyce tej zaobserwowano supernową SN 1984R.